# 冯珑珑
冯珑珑（1963年9月—），男，中国天体物理学家，现任中山大学教授、博士生导师。曾任中国科学院紫金山天文台研究员，中国天文学会理事。